# Inga (taal)

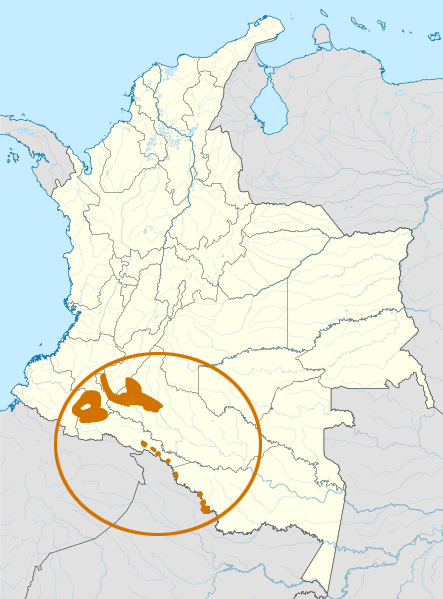
Lenga inga.

Het Inga (soms Ingano of Mocoa genoemd) wordt gesproken door een aantal indianengroepen, hoofdzakelijk in Colombia, maar ook enkele in Venezuela. Het totale aantal sprekers wordt op circa 20.000 geschat. Schattingen voor tweetaligheid met Spaans lopen uiteen van tien tot veertig procent.
Er wordt onderscheid gemaakt tussen Hoogland- en Laagland-Inga (de laatste wordt ook Jungle Inga genoemd). Binnen het Hoogland-Inga worden de dialecten Santiago Inga, San Andrés Inga en Aponte Inga onderscheiden, waarbij vooral Aponte flink van de anderen afwijkt. Bij het Laagland-Inga onderscheidt men Yunguillo-Condagua en Guayuyaco.
De taal wordt in de Ethnologue taalkundig ingedeeld in de "Quechuan"-familie (Quechua II B), maar de verwantschap tussen Hoogland- en Laagland-Inga is duidelijker dan tussen Laagland-Inga en bijvoorbeeld Napo Quechua (beide jungletalen).
De ISO/DIS 639-3 geeft Laagland-Inga de code inj en Hoogland-Inga de code inb en deelt beide niet in onder de macrotaal Quechuan (code que).